# 中渡镇
中渡镇，是中华人民共和国广西壮族自治区柳州市鹿寨县下辖的一个乡镇级行政单位。

## 行政区划
中渡镇下辖以下地区：
英山社区、高坡村、大兆村、朝阳村、福龙村、长盛村、黄村、石墨村、潘圩村、马安村、贝塘村、大门村、黄腊村、寨上村和山尖村。